# Chaabi (Argelia)
El Chaabi (en árabe: الشعبي) es una música tradicional de Argel, Argelia, formalizada por El Hadj M'Hamed El Anka.
Originalmente del Casba, el Chaabi apareció por primera vez a finales del siglo XIX, inspirado en las tradiciones vocales de la música árabe y bereber de Andalucía, lugar que es también el hogar de la música flamenca. Šaʿabī significa "popular" en árabe.
Una canción típica tiene voces árabes o bereberes lúgubres, colocadas contra un telón de fondo orquestal de una docena de músicos, con violines y mandolinas sonando junto a una melodía de piano, y aplaudir los golpes de percusión. Aunque comparte muchos temas definidos con el flamenco: amor, pérdida, exilio, amistad y traición, el Chaabi forma parte de una tradición profundamente conservadora y sus letras a menudo traen un fuerte mensaje moral.
En primer lugar, el Chaabi permaneció un género escandaloso, prosperando detrás de puertas cerradas o en lugares específicos llamados "Mahchachat" (gansos de cannabis), donde el espectador suele estar bebiendo café o té o estar fumando. Sin embargo, a finales de la década de los 50, se convirtió en la música del pueblo argelino, se tocaba en bodas y festivales religiosos, y El Hajj Muhammad El Anka, "el padre del chaabi", también apodado "cardenal", corrió en el conservatorio de Argel. El Anka dedicó 50 años de su vida al Chaabi para acabar muriendo en 1978.
En 2011, Safinez Bousbia dirigió un documental sobre la música chaabi. El Gusto es la historia de una orquesta de músicos judíos y musulmanes dispersados por la guerra. Luego, se reunieron para tocar en un concierto.

## Músicos

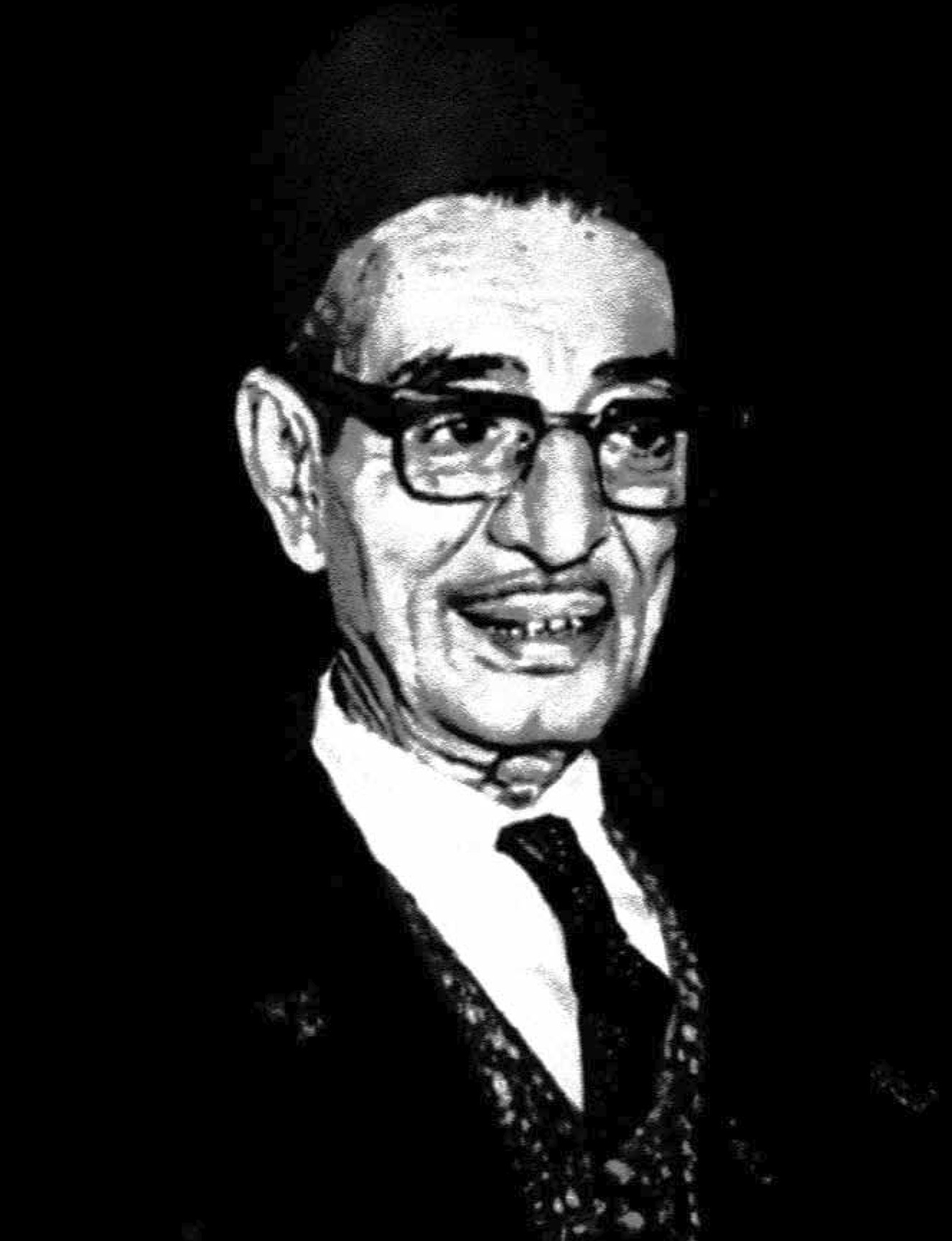
El Hadj Mohammed El Anka

- El Hadj Mohammed El AnkaEl Hadj M'Hamed El Anka (1907–1978), considerado el fundador del Chaabi.
- Amar Ezzahi[3][4]
- Boudjemaâ El Ankis[5]
- El Hachemi Guerouabi[6]
- Kamel Messaoudi[7]
- Abdelkader Chaou[8]
- Dahmane El Harrachi
- Cheikh El Hasnaoui
- Hadj Bouchiba
- Reda Doumaz[9]
- Lili Boniche
- Maurice El Mediouni[9]
- Mustapha Skandrani[10]
- Khelifa Belkacem
- Hsissen
- Farid Ali
- Hadj M'rizek
- Hadj Menouar

## Cantantes
- Reinette L'Oranaise[11]